# 加比·巴林特
加比·巴林特（羅馬尼亞語：Gabi Balint，1963年1月3日—），罗马尼亚男子足球运动员，场上位置是前锋。他曾代表罗马尼亚国家队参加1990年国际足联世界杯，结果队伍止步十六强。